# Панеріс (футбольний клуб, 2017)
«Панеріс» (лит. Futbolo klubas „Panerys“ Vilniaus) — колишній литовський футбольний клуб з Вільнюса.

## Історія
Клуб було засновано у 2017 році. Робертас Тауткас вирішив відродити клуб «Панеріс», який збанкрутував наприкінці 90-их років XX століття. «Панеріс» отримав ліцензію на участь у Другій лізі. Першим тренером став Ігор Панкратьєв. У сезоні 2017 року в «Пантерісті» виступали такі відомі футболісти: Міндаугас Малінаускас, Неріюс Раджюс, Тадас Гражюнас, Гаюс Кульбіс, Аудрюс Вейкутіс, Рамунас Радавічюс.

Логотип клубу у 2017—2021 роках.

2019 року після невдалого ліцензування клуб припинив виступи, але 2021 року команда була відроджена і знову почала виступи у Другій лізі.

## Досягнення
- Кубок Литви
  - 1/4 фіналу (1): 2017

- Друга ліга чемпіонату Литви (зона «Південь»)
  -  Срібний призер (1): 2017

## Відомі тренери
- Ігор Панкратьєв (перша частину сезону, у другій частині — очолив «Атлантас»)
- Стасіс Баранаускас (друга половина сезону 2017 року)